# آروش
آروش (به لاتین: Aruş) یک منطقهٔ مسکونی در جمهوری آذربایجان است که در شهرستان خوجاوند واقع شده‌است.